# Early 1989 Demos
Los Early 1989 Demos refiere a una serie de versiones demos, producidos solamente en casete, de la banda Smashing Pumpkins, los cuales fueron vendidos en sus primeras presentaciones en Chicago durante 1989. Los albúmes fueron autoeditados por ellos mismos, siendo sus últimos lanzamientos hasta el primer sencillo «I Am One» y más tarde «Gish». Luego, en 1995, estas canciones fueron compiladas en un bootleg comercial por el sello discográfico "Chance Records, Inc.''

## Lista de canciones (bootleg)
| No. | Título                                            | Origen                          |
| --- | ------------------------------------------------- | ------------------------------- |
| 1.  | "Honeyspider" (Alternate/Versión alternativa)     | Moon Demo                       |
| 2.  | "Spoken" (hablado)                                |                                 |
| 3.  | "With You"                                        | Moon Demo                       |
| 4.  | "Egg"                                             | Moon Demo                       |
| 5.  | "Spoken" (hablado)                                |                                 |
| 6.  | "Rhinoceros" (Alternate/Versión alternativa)      | Moon Demo                       |
| 7.  | "Stars Fall In"                                   | Moon Demo                       |
| 8.  | "Daughter"                                        | Moon Demo                       |
| 9.  | "Spoken" (hablado)                                |                                 |
| 10. | "Daydream"                                        | Moon Demo                       |
| 11. | "Spoken"(hablado)                                 |                                 |
| 12. | "Psychodelic"                                     | Moon Demo                       |
| 13. | "My Dahlia"                                       | Light Into Dark                 |
| 14. | "Sun"                                             | Light Into Dark                 |
| 15. | "Snap (If I Could)"                               | Summer 1989 – Reel Time Studios |
| 16. | "Love (pre-Gish demo)"                            | Summer 1989 – Reel Time Studios |
| 17. | "East" (Alternate/Versión alternativa)            | Summer 1989 – Reel Time Studios |
| 18. | "Waiting (pre-Gish demo)" (listado como "Mother") | Summer 1989 – Reel Time Studios |
| 19. | "C'mon"                                           | Summer 1989 – Reel Time Studios |

- Todas las canciones son escritas por Billy Corgan, menos «Daughter», donde aparece D'arcy Wretzky acreditada en las notas del casette de Moon Demo.[2]
- Las 4 canciones habladas están presentadas por una voz feminina en español y duran menos de un minuto.
- Light Into Dark es un álbum recopilatorio de varios temas de bandas rock alternativas de Chicago, publicado también en 1989. Fue el único lanzamiento oficial de «Sun» y «My Dahlia» hasta la reedición deluxe de 2012 de Pisces Iscariot, en la que «Sun» está en el casete de bonus.

## Lista de albúmes producidos y distribuidos por la banda

### The Smashing Pumpkins
1. "Jennifer Ever"
2. "East"
3. "Nothing and Everything"
4. "Sun (remix)"
5. "She (live)"
6. "Spiteface"

### Moon
1. "Honeyspider (alternate)"
2. "With You"
3. "Egg"
4. "Rhinoceros (alternate)"
5. "Bye June"
6. "Stars Fall In"
7. "Daughter"
8. "Daydream"
9. "Psychodelic"

"Daydream"  y una versión posterior de «Rhinoceros», aparecieron luego en su disco debut Gish, "Bye June" apareció luego en su EP Lull.

### The Smashing Pumpkins (promo)
1. "I Am One"
2. "Bury Me"
3. "Not Worth Asking"
4. "Rhinoceros"
5. "Daydream"

Aunque este lanzamiento no iba a ser una maqueta, sino un lanzamiento promocional, todas las grabaciones pertenecen a las sesiones de Reel Time de 1989, las mismas grabaciones que componían la casete Moon Demo. Se crearon unos 400 casetes manuscritos con intenciones de contratación y se distribuyeron a personas cercanas a la banda, también al menos a una emisora de radio.